# برادلي سكوت
برادلي سكوت (16 سبتمبر 1979 - ) (بالإنجليزية: Bradley Scott)‏ هو لاعب كريكت نيوزلندي.

## وصلات خارجية
- برادلي سكوت على موقع إي آس بي آن كريك إنفو (الإنجليزية)